# Mickel Olofsson
Mickel Olofsson, troligen född på 1550-talet, död 4 juni 1615 i Stockholm, var en svensk ämbetsman.
Mickel Olofsson härstammade från Åland, där han ärvde jord av sin far. Han hade endast genomgått latinskola då han omkring 1572 anställdes som skrivare vid hertig Karls kansli i Nyköping. Han åtföljde hertigen under hans resa till Tyskland 1579. 1583 anges han ha avancerat till sekreterare och var 1592 en av de främsta sekreterarna, förvarade hertigens sigill och hade hand om vården och nyckeln till de viktigaste handlingarna i kansliet. Från 1588 och möjligen ända fram till 1594 fungerade han som vikarierande häradshövding i Oppunda och Villåttinge härader.
Han kom snart att få flera viktiga specialuppdrag. Han fungerade som medlare i konflikten mellan hertig Karl och den svenska rådsaristokratin, och han användes i förhandlingarna mellan Sigismund och hertig Karl om riksstyrelsens ordnande inför kungens återresa till Polen. Flera inflytelserika personer bland de kungatrogna adelsmännen som Arvid Eriksson (Stålarm) den yngre, Clas Eriksson Fleming och Erik Brahe skrev till Mickel Olofsson för att försöka förmå honom att lägga fram deras önskemål hos hertigen. Han läste upp hertigens skrivelse vid riksdagen i Arboga i februari 1597, och deltog i september 1598 i förhandlingarna med Sigismund i samband med dennes krigståg till Sverige och medverkade i de fortsatta förhandlingarna med kungens sändebud under följande år. Han deltog även vid riksdagen i Stockholm 1599 där kungen förklarades avsatt och var även samma år ledamot av en beskickning till Danmark för att meddela om Sigismunds avsättning och försöka få till stånd ett gränsmöte.
Inför riksdagen i Linköping 1600 hade Mickel Olofsson till uppgift att gå igenom de handlingar som berörde de anklagade kungatrogna medlemmarna av högadeln. Efter att domarna mot dessa fallit hade Mickel Olofsson med en kollega uppgiften att meddela de dödsdömda om att förbereda sig inför döden. Inför domen mot Hogenskild Bielke hade han till uppgift att tillsammans med Johannes Bureus genomföra en husrannsakan hos Barbro Axelsdotter (Bielke) på Fiholm för att där hitta komprometterande handlingar. Han fick även samma år uppgift att författa en skrift om Sigismunds avsättning, vilken färdigställdes men aldrig kom att tryckas.
Då hertig Karl i augusti 1600 reste över med en krigshär till Estland följde Mickel Olofsson med som representant för kansliet. I maj 1601 sändes han tillbaka till Sverige med så stora befogenheter att han kom att ses som den egentlige styresmannen och hertigens ställföreträdare. I november 1603 insattes han som slottsloven på Stockholms slott med befogenheter även över Stockholms län, vilket gjorde att han från 1605 ofta kom att kallas ståthållare. Han var även 1603–1611 bisittare i Stockholms rådhusrätt. Mickel Olofsson blev 1604 utsedd att ingå i en lagkommission för att revidera landslagen. Han sändes i augusti 1606 tillsammans med två kolleger till Systerbäck för att där med ombud för den nytillträdde tsaren bekräfta freden mellan Sverige och Ryssland samt ställa krav på vissa gränsområden. Några kommissarier från den ryska sidan dök dock inte upp och Mickel Olofsson fick återvända med oförrättat ärende. 1609 sändes han till Narva för att försöka få fästningen i Ivangorod att överlämna sig i den kaotiska situation som Ryssland då befann sig i. Förhandlingarna drog dock ut på tiden och blev till slut helt låsta varpå Mickel Olofsson reste hem.
Efter Karl IX:s död ersattes Mickel Olofsson som slottsloven på Stockholms slott. Till skillnad från de andra av Karl IX:s män fick han dock stanna kvar på sin post som sekreterare i Kungliga kansliet. Tillsammans med Johan Skytte reviderade han i december 1611 det förslag till kungaförsäkran som rådet och kansliet. 1612 blev Mickel Olofsson häradshövding i Linde och Nora bergslag och då Svea hovrätt 1614 inrättades blev Mickel Olofsson assessor där, en post han kom att inneha fram till sin död ett år senare.